# Alessio Baldovinetti

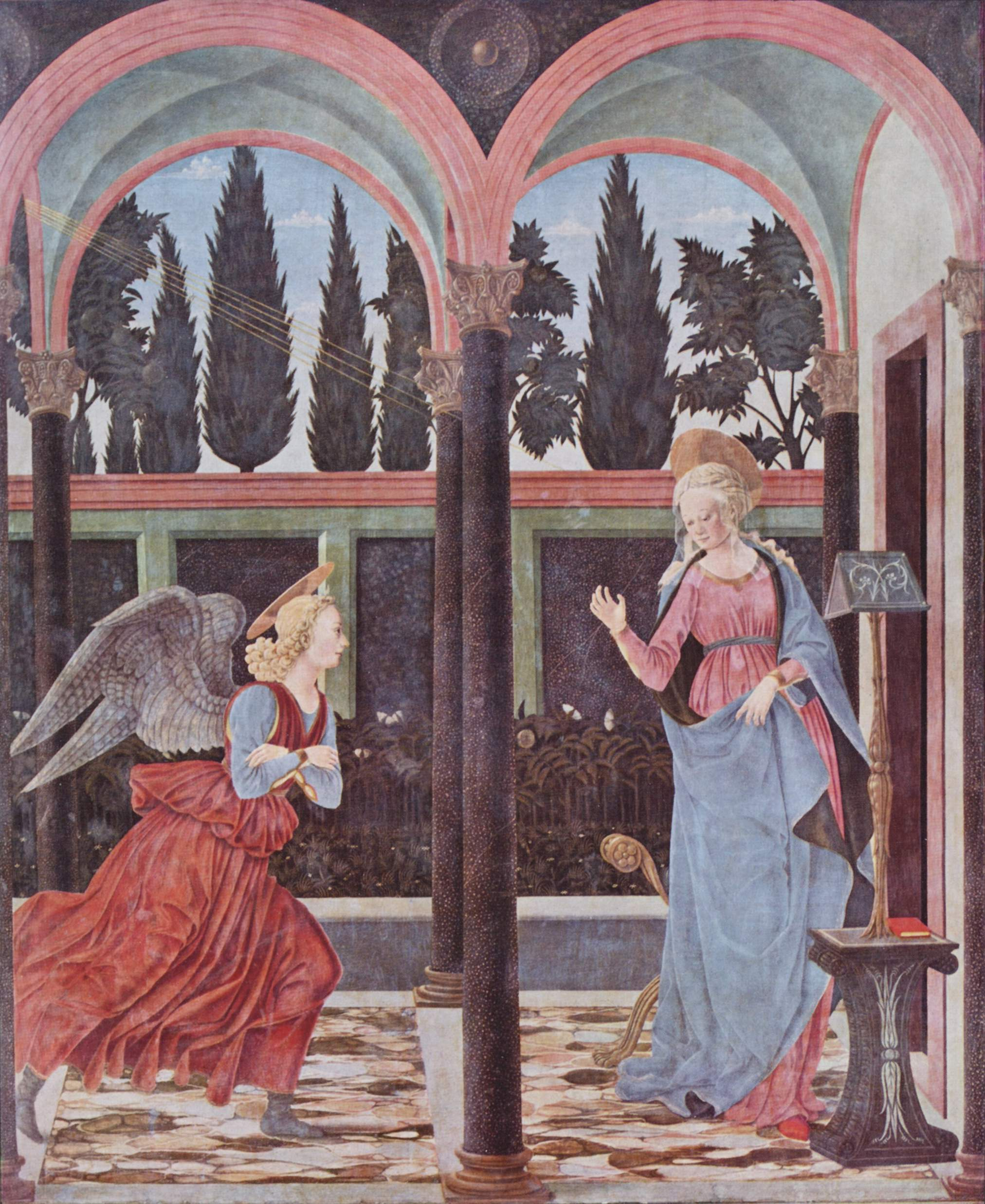
Zwiastowanie, Uffizi

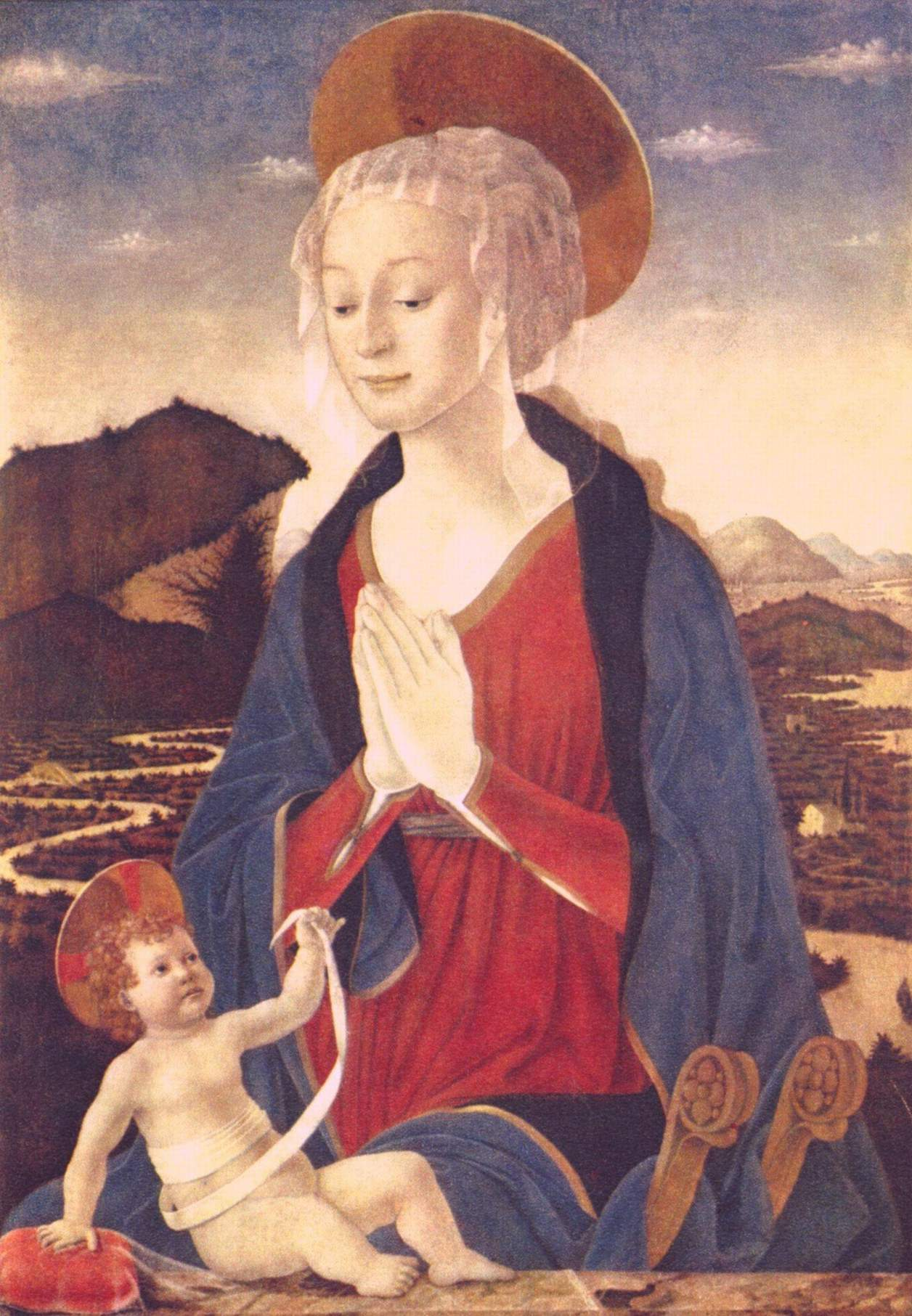
Madonna z Dzieciątkiem, Luwr

Alesso Baldovinetti, także Alessio (ur. 14 października 1427 we Florencji, zm. 29 sierpnia 1499, tamże) – włoski malarz renesansowy.

## Życiorys
Studiował w pracowni Domenica Veneziana. We Florencji prowadził szkołę, do której uczęszczał Domenico Ghirlandaio.
Malował freski, obrazy ołtarzowe. Jego obrazy religijne i portrety odznaczają się dużą precyzją i czystością rysunku. Wykonywał też projekty mozaik i witraży. Zachowanych dzieł jest niewiele. Należy do nich fresk w bazylice Santa Annuziata we Florencji, przedstawiający Boże Narodzenie (1460-1462). Znaczne zniszczenie tego malowidła jest efektem eksperymentów, jakie Baldovinetti prowadził na polu technik malarskich.
Inny fresk, z kościoła San Miniato al Monte we Florencji, ukazuje scenę Zwiastowania. Maryja i archanioła znajdują się w znacznej odległości od siebie, dodatkowo przedzieleni płaskorzeźbionym wazonem. Ponownie Zwiastowanie malarz przedstawił na obrazie sztalugowym, obecnie znajdującym się w Uffizi. Tu główni bohaterowie usytuowani są w sklepionym pomieszczeniu z arkadami i roślinnością w tle. Maryja i Gabriel mają wysmukłe proporcje, a ich gesty są wyrafinowane. Baldovinetti namalował również scenę adoracji Dzieciątka przez Maryję  na tle toskańskiego krajobrazu. Obraz ten Madonna adorująca dzieciątko jest przechowywany w Luwrze.